# Fargesia similaris
Fargesia similaris är en gräsart som beskrevs av Chi Ju Hsueh och Tong Pei Yi. Fargesia similaris ingår i släktet bergbambusläktet, och familjen gräs. Inga underarter finns listade i Catalogue of Life.